# Juan José Omella
Juan José Omella Omella (Cretas, 21 aprile 1946) è un cardinale e arcivescovo cattolico spagnolo, dal 6 novembre 2015 arcivescovo metropolita di Barcellona.

## Biografia
Juan José Omella è nato a Cretas il 21 aprile 1946.

### Formazione e ministero sacerdotale
Ha studiato presso il seminario di Saragozza e nei centri di formazione dei Padri Bianchi a Lovanio e Gerusalemme. Ha frequentato anche la Facoltà teologica dell'Università Cattolica di Lovanio. Il 20 settembre 1970 è stato ordinato presbitero e ha poi svolto il ministero come vicario economo a Langa e incaricato delle parrocchie di Villarroya, Mainar, Villadoz e Torralbilla. Dal 1976 al 1978 è stato vicario coadiutore di Alcañiz e dal 1979 al 1983 vicario economo di Castelserás e incaricato della parrocchia di Torrecilla de Alcañiz. Quindi, a partire dal 1990, ha svolto per sette anni l'ufficio di vicario episcopale della zona II nell'arcidiocesi di Saragozza - corrispondente ai quartieri di Torrero, San José, Las Fuentes - essendo anche parroco a Calanda. Nel 1996 è partito come missionario in Zaire dove è rimasto un anno circa.

### Ministero episcopale
Il 15 luglio 1996 papa Giovanni Paolo II lo ha nominato vescovo ausiliare di Saragozza e titolare di Sasabe. Ha ricevuto l'ordinazione episcopale il 22 settembre successivo nella basilica di Nostra Signora del Pilar dall'arcivescovo di Saragozza Elías Yanes Álvarez, coconsacranti il vescovo di Tarazona Joaquín Carmelo Borobia Isasa e quello di Jaca Jose Maria Conget Arizaleta.
Il 27 ottobre 1999 è stato nominato vescovo di Barbastro-Monzón, della quale ha preso possesso il successivo 12 settembre. Dal 24 agosto 2001 al 19 dicembre 2003 è stato amministratore apostolico di Huesca e dal 19 ottobre 2001 al 19 dicembre 2003 ha amministrato anche la sede episcopale di Jaca. L'8 aprile 2004 è stato nominato vescovo di Calahorra e La Calzada-Logroño facendo ingresso nella diocesi il 29 maggio dello stesso anno. Fra le iniziative del suo ministero vi è da ricordare la lettera pastorale "Seminatori della parola, missionari di speranza" del 2011, ispirata ai cinquant'anni dell'invio dei primi missionari fidei donum diocesani in Burundi e dedicata proprio all'attualità dell'evangelizzazione. Il 31 maggio 2013 è stato eletto priore onorario di Nostra Signora di Valvanera per il suo ruolo nel pellegrinaggio della Vergine, organizzato dai diversi municipi di La Rioja in occasione dell'anno della fede.
Nel febbraio del 2014 ha compiuto la visita ad limina. Il 6 novembre dello stesso anno è stato nominato membro della Congregazione per i vescovi.
Esattamente un anno dopo, il 6 novembre 2015, è stato promosso ad arcivescovo di Barcellona, dove ha iniziato il ministero il 26 dicembre successivo. Nello stesso anno è divenuto gran priore per la Spagna orientale dell'Ordine equestre del Santo Sepolcro di Gerusalemme.
In seno alla Conferenza episcopale spagnola, dal 14 marzo 2017 è membro del comitato esecutivo. Inoltre dal 1996 è membro della commissione di pastorale sociale della quale è stato anche presidente dal 2002 al 2008 e di nuovo dal 2014 al 2017. Ha fatto parte,
inoltre, delle commissioni di pastorale dal 1996 al 1999 e dell'apostolato secolare dal 1999 al 2002 e dal 2008 al 2011.
Il 21 maggio 2017, al termine del Regina Cœli, papa Francesco ha annunciato la sua creazione a cardinale nel concistoro del 28 giugno.
Il 3 marzo 2020 è stato eletto presidente della Conferenza episcopale spagnola.
Il 15 gennaio 2022 è stato ricevuto, in visita ad limina, da papa Francesco, insieme ad altri vescovi spagnoli.
Il 7 e 8 maggio 2025 ha partecipato come cardinale elettore al conclave che ha portato all'elezione di papa Leone XIV.

## Genealogia episcopale e successione apostolica
La genealogia episcopale è:
- Cardinale Scipione Rebiba
- Cardinale Giulio Antonio Santori
- Cardinale Girolamo Bernerio, O.P.
- Arcivescovo Galeazzo Sanvitale
- Cardinale Ludovico Ludovisi
- Cardinale Luigi Caetani
- Cardinale Ulderico Carpegna
- Cardinale Paluzzo Paluzzi Altieri degli Albertoni
- Papa Benedetto XIII
- Papa Benedetto XIV
- Papa Clemente XIII
- Cardinale Marcantonio Colonna
- Cardinale Giacinto Sigismondo Gerdil, B.
- Cardinale Giulio Maria della Somaglia
- Cardinale Carlo Odescalchi, S.I.
- Cardinale Costantino Patrizi Naro
- Cardinale Serafino Vannutelli
- Cardinale Domenico Serafini, Cong. Subl. O.S.B.
- Cardinale Pietro Fumasoni Biondi
- Cardinale Antonio Riberi
- Arcivescovo Gabino Díaz Merchán
- Arcivescovo Elías Yanes Álvarez
- Cardinale Juan José Omella y Omella

La successione apostolica è:
- Vescovo Sergi Gordo Rodríguez (2017)
- Vescovo Antoni Vadell Ferrer (2017)
- Cardinale Cristóbal López Romero, S.D.B. (2018)
- Arcivescovo Joan Planellas i Barnosell (2019)
- Vescovo Javier Vilanova Pellisa (2020)
- Vescovo José Antonio Satué Huerto (2021)
- Vescovo Ernesto Jesús Brotóns Tena (2022)
- Vescovo David Abadías Aurín (2023)
- Arcivescovo Florencio Roselló Avellanas, O. de M. (2024)
- Vescovo Xabier Gómez García, O.P. (2024)

## Araldica
| Stemma | Descrizione                                         | Blasonatura |
|        | Juan José Omella y Omella Arcivescovo di Barcellona | Troncato abbassato: nel primo di porpora alla Vergine della misericordia di Cretas in maestà accompagnata da mitria e pastorale in fascia al piede, in segno di affidamento del ministero vescovile alla Madonna tramite l'immagine degli attributi pastorali posti ai suoi piedi; nel secondo, partito: nel primo d'Aragona, nel secondo d'azzurro alle due torri d'oro cimate da mitria d'argento bordata di rosso e da un pinnacolo pure d'oro cimato a sua volta da una croce ancorata d'argento posta all'interno di un cerchio di rosso chiuso da quindici perle d'argento (torri della Sagrada Família con il pastorale e la mitria nei pinnacoli), affiancate da una croce bordonata d'argento (croce della cattedrale di Barcellona). Su un cartiglio si trova il motto episcopale tratto dal Benedictus: Per misericordiam Dei nostri, tradotto come "grazie alla bontà misericordiosa del nostro Dio" (Luca: 1, 78). |